# Мцване-Концхи
Мцване-Концхи (груз. მწვანე კონცხი) (рус. Зелёный Мыс) — поселок в муниципалитете Батуми, до 2011 года село в Хелвачаурском муниципалитете Аджарии, в 8 км к северо-востоку от центра Батуми. Находится на берегу Чёрного моря и близлежащем высокогорье. По результатам переписи 2002 года в селе проживало 2520 человек, из них большинство грузины. В селе расположен всемирно известный Батумский ботанический сад. Имеются остановочные платформы Ботанический сад и Зелёный мыс Грузинской железной дороги.
Климат субтропический, с обильным количеством тепла и влаги. Лето очень жаркое.

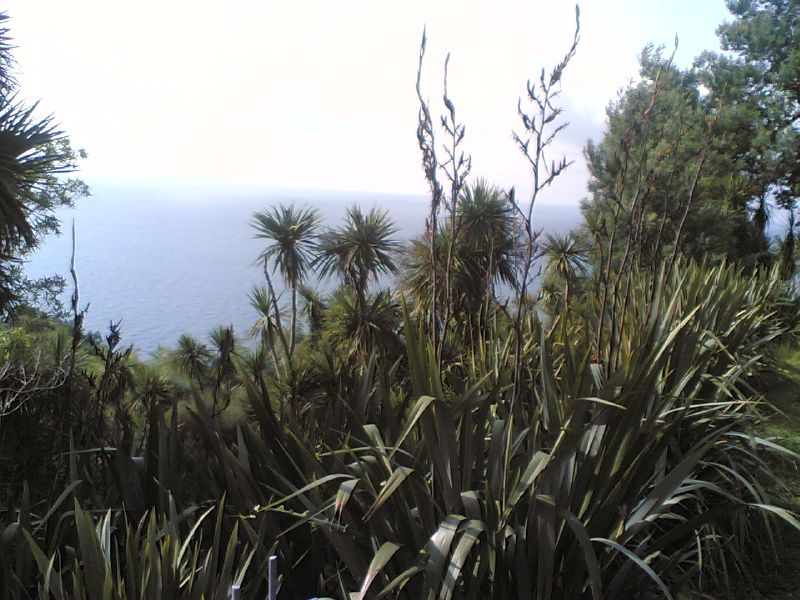

Является одним из самых популярных курортов черноморского побережья Аджарии и считается одним из самых красивых мест на черноморском побережье Грузии. Влажный и тёплый климат района способствует обильному произрастанию тропических растений: бананов, цитрусовых, различных пальм, бамбука, эвкалиптов и кипарисов, папоротников, множества цветов.

## Курорт
Зелёный Мыс известен как курорт с 1913 года. Именно тогда он был объявлен курортом по инициативе Общества врачей тогдашней Российской империи. Современное название он получил от русскоязычных отдыхающих благодаря наличию всесезонной зелёной растительности. Ранее село называлось Сасире-Кели. . До Октябрьской революции Зелёный Мыс пользовался популярностью среди богатых уральских и сибирских промышленников, которые строили себе здесь летние резиденции. С установлением Советской власти в Грузии эти дома были изъяты у их владельцев и превращены в санатории. Между ними и пляжем была построена канатная дорога, так как санатории находились в гористой части села. После распада СССР канатная дорога перестала функционировать, а санатории были заселены беженцами из Абхазии. В 2007 году частные инвесторы выплатили беженцам компенсации и обязались восстановить санатории и канатную дорогу, но проект не был реализован.
Несмотря на это, Зелёный Мыс пользуется большой популярностью среди отдыхающих и сейчас благодаря удобному расположению, природе и невысоким ценам в частных гостиницах.

## Наука и образование
В годы СССР в Зелёном Мысу работал Батумский сельскохозяйственный техникум имени В. И. Ленина, основанный в 1924 году — кузница сельскохозяйственных кадров Аджарии. После распада СССР он был объединён с Батумским государственным университетом и стал называться его сельскохозяйственным факультетом. Также на Зелёном Мысу расположено общежитие студентов Батумского государственного университета.